# District de Francfort-sur-l'Oder
Le district de Francfort-sur-l'Oder (Bezirk Frankfurt-an-der-Oder) était l'un des 15 Bezirke (districts) de la République démocratique allemande, nouvelles subdivisions administratives créées lors de la réforme territoriale de 1952 en remplacement des cinq Länder préexistants. Ces districts furent à leurs tours dissous en 1990, en vue de la réunification allemande et remplacés par les anciens cinq Länder reconstitués, dont le district de Francfort constitue la partie orientale de l'actuel Land de Brandebourg.
Immatriculation automobile : Z

## Démographie
- 713 800 hab. en 1989

## Structure administrative
Le district comprenait :
- Les villes-arrondissements (Stadtkreis) de :

1. Francfort-sur-l'Oder
2. Schwedt-sur-l'Oder

- Les arrondissements ruraux (Landkreis) de :

1. Angermünde
2. Bad Freienwalde
3. Beeskow
4. Bernau
5. Eberswalde
6. Eisenhüttenstadt
7. Fürstenwalde
8. Seelow
9. Strausberg

## Gouvernement et les dirigeants du SED

### Premier secrétaire duSEDpour le district
- 1952–1958 Gerhard Grüneberg (1921–1981)
- 1958–1961 Eduard Götzl (en) (1921–1986)
- 1961–1971 Erich Mückenberger (1910–1998)
- 1971–1988 Hans-Joachim Hertwig (d) (1928–1988)
- 1988–1989 Christa Zellmer (en) (1930-2002)
- 1989–1990 Bernd Meier (en) (1944–2005)

### Président du conseil de district
| Identité                           | Période | Période | Durée         |
| Identité                           | Début   | Fin     | Durée         |
| ---------------------------------- | ------- | ------- | ------------- |
| Franz Peplinski (d) (1910 - 1991)  | 1952    | 1956    | 4 ans         |
| Günter Springer (d) (1922 - 2013)  | 1956    | 1960    | 4 ans         |
| Hans Albrecht (en) (1919 - 2008)   | 1960    | 1963    | 3 ans         |
| Harry Mönch (d) (né en 1925)       | 1963    | 1969    | 6 ans         |
| Siegfried Sommer (d) (1925 - 2003) | 1969    | 1990    | 21 ans        |
| Gundolf Baust (d) (1941 - 2004)    | 1990    | 1990    | moins d’un an |
| Britta Stark (d) (née en 1963)     | 1990    | 1990    | moins d’un an |